# Liga Nacional de Hockey Hielo 2020-21
La Liga Nacional de Hockey sobre Hielo 2020-21 fue la 50.ª edición de la liga española de hockey sobre hielo, máxima categoría a nivel nacional.

## Equipos
| Equipo                        | Localidad     | Estadio                       | Capacidad |
| ----------------------------- | ------------- | ----------------------------- | --------- |
| Club Gel Puigcerdà            | Puigcerdá     | Club Poliesportiu Puigcerdà   | 1450      |
| SAD Majadahonda               | Majadahonda   | Pista de hielo La Nevera      | 250       |
| FC Barcelona                  | Barcelona     | Palau de Gel                  | 1256      |
| Club Hockey Hielo Txuri Urdin | San Sebastián | Palacio del Hielo Txuri Urdin | 800       |
| Club Hielo Jaca               | Jaca          | Pabellón de Hielo de Jaca     | 2000      |

## Clasificación
| | Equipo           | PJ | PG | PGP | PP | PPP | Puntos | GF | GC | PIM |
| --- | ---------------- | -- | -- | --- | -- | --- | ------ | -- | -- | --- |
| 1 | Barça Hockey Gel | 10 | 6  | 0   | 1  | 3   | 21     | 48 | 28 | 199 |
| 2 | CG Puigcerda     | 12 | 5  | 2   | 5  | 0   | 19     | 55 | 48 | 227 |
| 3 | CHH Txuri Urdin  | 12 | 4  | 2   | 5  | 1   | 17     | 36 | 41 | 190 |
| 4 | CH Jaca          | 12 | 5  | 0   | 5  | 2   | 17     | 37 | 45 | 179 |
| 5 | SAD Majadahonda  | 10 | 2  | 2   | 6  | 0   | 10     | 31 | 45 | 189 |
| Fuente: Federación Española de Deportes de Hielo: Clasificación de la Liga Nacional de Hockey Hielo; actualización automática |                  |    |    |     |    |     |        |    |    |     |

- Datos: Q99540780